# Miep van Luin
Maria Hillegonda (Miep) van Luin-Riemersma (Amsterdam, 6 januari 1911- 13 april 1997) was een Nederlands pianist. Ze zat als een spin in het web in het muziekleven in Haarlem en omstreken.
Zij was, geboren in de Jordaan dochter van kantoorbediende Frans Albert Riemersma en Bertha Wilhelmina Brinkman. Ze was zus van de veel bekendere zangpedagoge Coby Riemersma. Zijzelf trouwde als piano-onderwijzeres in 1933 met arts Johannes Jacobus van Luin, die bij gezin Van Luin over de vloer kwam als vriend van broer Frans van Luin. Het gezin Van Luin-Riemersma kwam te wonen in het "Huis met de Sleutels". Hij hield er praktijk en zij gaf er pianoles.
Onder de naam M.H. Riemersma is zij alleen bekend als degene die in 1933 slaagde voor het piano lager onderwijs van de Koninklijke Nederlandse Toonkunstenaars Vereniging. Een van haar eerste concerten vond plaats in het Frans Halsmuseum, dat destijds in 1940 een aantal kamermuziekconcerten organiseerde.
Ze begon in eerste instantie op de viool. Vermoedelijk om koren te kunnen begeleiden stapte ze over naar de piano. Ze kreeg daarbij ondersteuning van Henriëtte Bosmans, lessen in muziektheorie kreeg ze van Jan Willem Kersbergen en Karel Philippus Bernet Kempers. Later volgden nog lessen van Jo Goudsmit, die weer bevriend was met Jo Hekster (violist van het Concertgebouworkest).
Ze vormde sinds de jaren veertig van de 20e eeuw jarenlang een duo met fluitist Frans Vester (ook wel met diens Danzi Kwintet) en 55 jaar een pianoduo met Ans Bouter. Ook in die vroege periode had ze nog les van Alex de Vries en Nadia Boulanger (enige correspondentie is bewaard gebleven). In 1997 ontving ze de Haarlemse Jos de Klerkprijs.
Bouter en Van Luin overleden beiden in 1997; zij woonden jarenlang tegenover elkaar aan dezelfde straat.
Haar zoon (kinder)psychiater en zelf amateurklarinettist Jaap van Luin werd na haar overlijden opgezadeld met dozen vol van een door haar opgebouwd archief. Het bevat niet alleen talloze concertprogramma’s maar ook aantekeningen pover haar werk voor Jeugd en Muziek, de Haarlemse Muziekschool, de Amsterdamse Muziekschool (Volksmuziekschool), Oude Slot van Heemstede, Stichting Nauwluisterendheid (Fokker), dezelfde KNTV, Vrouwen en Vrede, Geweldloos Verzet, GroenLinks (ze stond eens op de verkiezingslijst) en documentatie over Soroptimisme.
Het echtpaar ligt begraven op de Algemene Begraafplaats in Heemstede.